# Port lotniczy Sansanne-Mango
Port lotniczy Sansanné-Mango – port lotniczy zlokalizowany w mieście Mango. 